# Зоркий-С

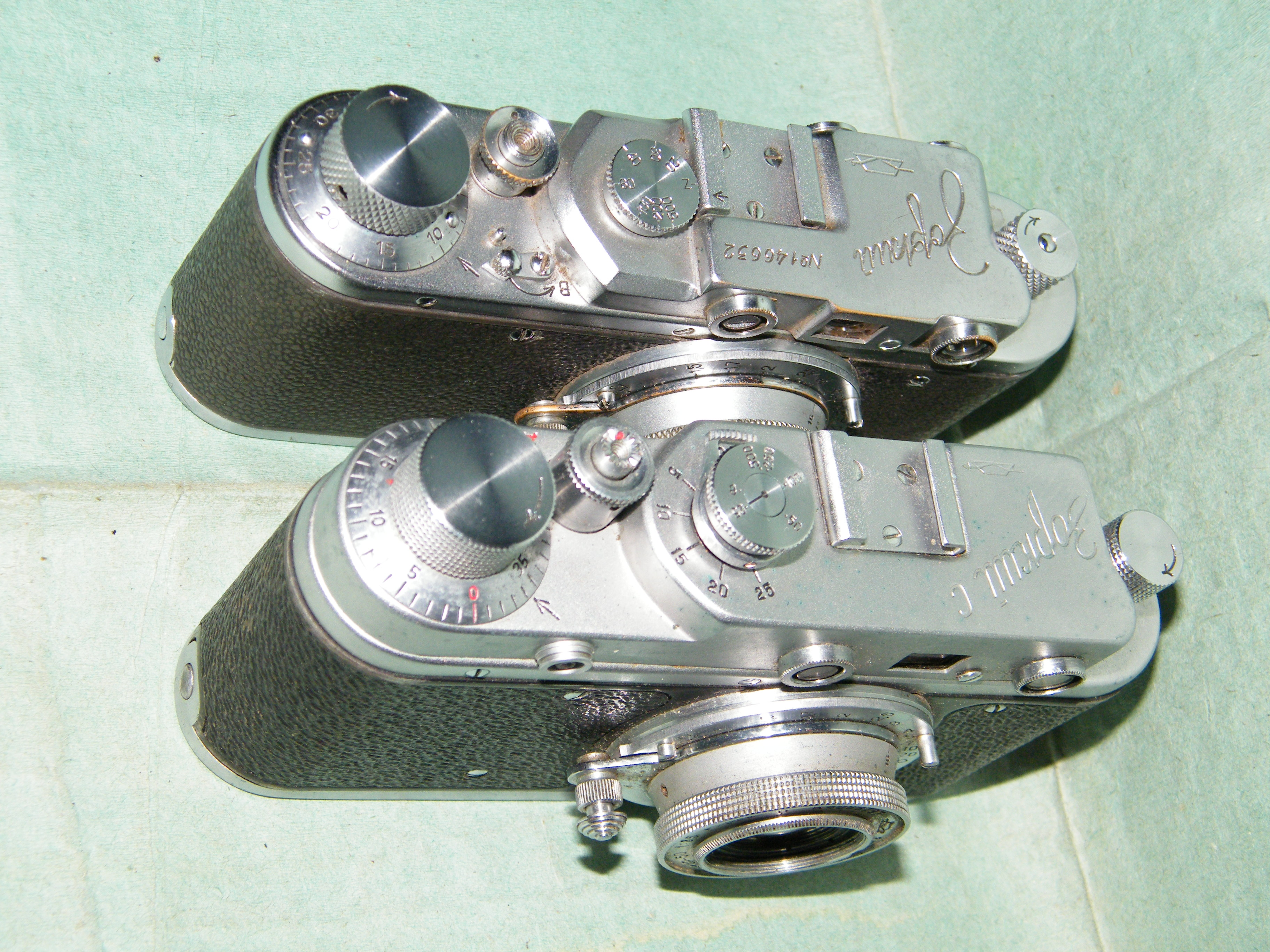
«Зоркий» и «Зоркий-С», верхняя крышка.
Тубусные объективы сложены.

Зо́ркий-С — советский малоформатный дальномерный фотоаппарат, выпускавшийся с 1955 по 1958 год на Красногорском механическом заводе.
Разработан на основе «Зоркого» первой модели, установлен синхроконтакт с регулируемым временем упреждения от 0 до 25 мс, изменена кнопка спуска и механизм включения обратной перемотки плёнки — вследствие этого увеличилась высота камеры. Выпущено 472.702 экз.

## Технические характеристики
- Тип применяемого фотоматериала — 35-мм перфорированная фотокиноплёнка шириной 35 мм в стандартных кассетах. Возможно применение специальных двухкорпусных кассет с расходящейся щелью. Размер кадра — 24×36 мм.
- Зарядка плёнкой — снизу (съёмная нижняя крышка).
- Корпус — из алюминиевого сплава.
- Затвор — механический, с горизонтальным движением матерчатых шторок.
  - Совмещённый взвод затвора и перемотки плёнки. Устанавливать выдержки можно как до, так и после взвода затвора. Вращающаяся головка выдержек. Спусковая кнопка имеет резьбу под спусковой тросик.
- Выдержки затвора — 1/25, 1/50, 1/100, 1/250, 1/500 с и «B».
- Тип крепления объектива — резьбовое соединение M39×1, рабочий отрезок — 28,8 мм.
- Штатный объектив — «Индустар-22» 3,5/50, «Индустар-50» 3,5/50 (тубусный или унифицированный) или «Юпитер-8» 2,0/50.
- Видоискатель оптический, параллаксный, не совмещён с дальномером. База дальномера — 38 мм. Увеличение окуляра видоискателя — 0,44×, окуляра дальномера — 1×.
- Синхроконтакт с регулируемым временем упреждения от 0 до 25 мс . Выдержка синхронизации 1/25 сек.
- Автоспуск отсутствует, механизмы автоспуска выпускались отдельно (механические и пневматические). Такой автоспуск ввинчивался в отверстие спусковой кнопки, предназначенное для тросика.
- На фотоаппарате установлено штативное гнездо с резьбой 3/8 дюйма.
- Цена с объективом «Индустар-22» или «Индустар-50» — 28 рублей (в ценах после денежной реформы 1961 года).[1][2]